# كورو
مرض كورو (بالإنجليزية: kuru) مرض تدريجي في الجهاز العصبي المركزي و هو نوع من أنواع التهاب الدماغ الإسفنجي المعدي موجود في البشر يتسم بتزايد انعدام التناسق الحركي ويصل إلى حد الشلل والوفاة في غضون سنة من ظهور الأعراض، يعتقد أنه ينتقل عن طريق أكل لحوم البشر، خاصة عندما يأكلوا الدماغ، حيث أن جسيمات البريون تتركز بشكل خاص. المرض اختفى تقريباً عندما تم التخلي عن أكل لحوم البشر.
كورو مرض غير قابل للشفاء ومن اضطرابات الجهاز العصبي. ومن المعروف عن هذا الوباء انه انتشر في بابوا غينيا الجديدة في منتصف القرن العشرين، ووقت سابق.

## أسبابه
كورو يعتقد أن يكون ناجما عن البريونات ويرتبط بمرض كروتزفيلد جاكوب. وهناك بعض الأدلة على أن منشأه كان من استهلاك الفرد (أكل لحوم البشر) مع البقر متقطعة.
ويقول البعض انه مرض وراثى يصيب الجهاز العصبي وإذا توافر فيه بنسبة 30% فإنه يسبب الوفاة.

## الأعراض
فهو يتميز بترنح، وصداع، وآلام في المفاصل واهتزاز للأطراف، على أن تبدأ المرحلة السريرية الدائمة في المتوسط 12 شهراً.
الرجفة موجودة تقريباً في جميع المرضى الذين يعانون من مرض التهاب الدماغ الاسفنجى. إنعدام التناسق الحركي ويصل إلى حد الشلل إذا توافر بنسبة 30%
وكذلك التأثيرات العصبية التي تؤدي في النهاية إلى الموت.

## علم المصطلحات الفنية
وكورو كلمة مأخوذة من كلمة «kuria / غوريا»، 'رعشة'. ومن المعروف أيضا باسم مرض الضحك نظراً للحركات المرضية المضحكة التي يتم عرضها عندما تعاني الناس من هذا المرض.

## تاريخ المرض
كورو لأول مرة لوحظ في قبيلة فور من المرتفعات الشرقية من مقاطعة بابوا - غينيا الجديدة من قبل المسؤولين الأستراليين في المنطقة 1957-1959.
كان في أواخر 1950s أن المدى الكامل لهذا المرض قد تحقق، بعد أن وصلت معدلات الإصابة كبيرة في الواجهة الجنوبية للOkapa.
وعلى الرغم من أن عامل غير معروف.كان المرض بحثه كارلتون غايدوشك جنبا إلى جنب مع باروخ بلومبرغ، وكان حصل على جائزة نوبل في الفسيولوجيا أو الطب في عام 1976. تبين له أن كورو يحدث في الشمبانزي. الاعتلال الدماغي أظهر أنه معدي، وبالتالي خطوة كبيرة إلى الأمام في تحقيقاتها. وأنها وفرت معلومات هامة فيما يتعلق ب مرض كروتزفيلد جاكوب.

## انتقال
ويعتقد البعض أن هذا المرض ينتشر بسهولة وبسرعة في قبيلة فور نتيجة ممارساتها لأكل لحوم البشر، الذين استهلكوا أقارب المتوفى ليعيدوا «قوة الحياة» من المتوفى إلى قريته، واضح في معدلات الإصابة، كان كورو 8-9 مرات أكثر شيوعا في النساء والأطفال أكثر من الرجال في ذروتها، لأنه في حين أن رجال القرية اختاروا تقطيع الجثة، والنساء والأطفال من شأنهم أن يأكلوا بقية الجسم بما في ذلك الدماغ، حيث أن جسيمات بريون تتركز بشكل خاص. وهناك أيضا احتمال قوي أنه تم تمريره للنساء والأطفال أكثر سهولة لأنها أخذت على مهمة تنظيف أقاربهم بعد الموت وربما كان التقرحات مفتوحة على أيديهم.
على الرغم من ابتلاع نفسه من الجزيئات بريون يؤدي إلى المرض، وكان هناك درجة عالية من انتقال العدوى إذا كانت الجزيئات بريون يمكن أن تصل إلى النسيج تحت الجلد. القضاء على أكل لحوم البشر بسبب تنفيذ القانون الأسترالي وجهود المبشرين المسيحيين '، كورو انخفضت بسرعة بين الصدارة. ومع ذلك، فإن متوسط فترة الحضانة للمرض هي 14 سنة، وأبلغ عن حالات الاختفاء مع 40 عاما لاولئك الذين كانوا أكثر مرونة وراثيا.